# Тристан, Пио де
Хуан Пио де Тристан-и-Москосо (исп. Juan Pío de Tristán y Moscoso; 11 июля 1773, Арекипа, Перу — 24 августа 1860, Лима, Перу) — перуанский военачальник и политический деятель. Номинально являлся последним вице-королём Перу, занимал эту должность с декабря 1824 года по 26 января 1826 года, но фактической власти не имел.
Родился в Перу в городе Арекипа. В возрасте 7 лет он сопровождал своего отца, который участвовал в подавлении восстания Тупака Амару. Молодой Тристан поступил на службу в полк Сориа, в котором дослужился до звания младшего лейтенанта. С этим полком он отправился в Испанию. Прибыв на Пиренейский полуостров, он учился в Саламанке, где познакомился с Мануэлем Бельграно. Тристан отказался от военной карьеры и отправился во Францию учиться в бенедиктинском колледже. С началом Французской революции он покинул Францию и вернулся в армию в Испанию. В Пиренейской войне 1793 года он сражался на стороне испанцев против французов-республиканцев. Получил звание капитана.
В 1795 году он вернулся в Южную Америку в Рио-де-ла-Плата, чтобы служить адъютантом вице-короля Педро де Мело. После смерти Мело в 1797 году он отправился в Перу, какое-то время был алькальдом своего родного города, а с 1809 года воевал в армии своего двоюродного брата генерала Хосе Мануэля де Гойенече против повстанцев Верхнего Перу.
В 1811 году в звании генерал-майора командовал собственной дивизией в бою при Уаки, в котором испанская армия разбила войска патриотов, присланные из Ла-Платы. По ходу кампании Тристан дослужился до звания бригадного генерала. После Перу он был назначен командующим армией, предназначенной для борьбы с патриотами на территории вице-королевства Рио-де-Ла-Плата (современная Аргентина). Там он потерпел поражения в сражениях при Тукумане (1812 г.) и Сальте (1813 г.) от своего одноклассника по учёбе в Саламанке, генерала Мануэля Белграно. Отстраненный от командования Пио де Тристан вернулся в свой родной город Арекипа, роялистским гарнизоном которого он командовал в 1814 году, защищая его от армии патриотов. В 1815 году он собрал новую армию в Арекипе.
В 1816 году он ненадолго принял на себя управление Аудиенсией Куско. В 1823 году вице-король Хосе де ла Серна-э-Инохоса присвоил ему чин фельдмаршала.
После поражения войск роялистов Хосе де ла Серны в битве при Аякучо и отъезда вице-короля в Испанию Пио де Тристан как старший по званию руководил возвращением испанских офицеров на родину, что было согласовано при капитуляции, и передавал власть победившим патриотам.
Сам Тристан остался в Перу и активно участвовал в политической жизни. Он был алькальдом Арекипы. Затем он стал министром военно-морских сил Перу, позже принимал участие в создании Перу-боливийской конфедерации и был министром иностранных дел в правительстве. В конфедерации был президентом Южного Перу с 12 октября 1838 по 23 февраля 1839 года. Скончался в Лиме в 1860 году в возрасте 87 лет.